# Скуркола Марсикана
Скуркола Марсикана (итал. Scurcola Marsicana) је насеље у Италији у округу Л'Аквила, региону Абруцо.
Према процени из 2011. у насељу је живело 1449 становника. Насеље се налази на надморској висини од 701 м.

## Становништво
Према резултатима пописа становништва 2011. у општини је живело 2.762 становника.
| 1931. | 1936. | 1951. | 1961. | 1971. | 1981. | 1991. | 2001. | 2011. |
| ----- | ----- | ----- | ----- | ----- | ----- | ----- | ----- | ----- |
| 2.972 | 3.202 | 2.869 | 2.348 | 2.093 | 2.180 | 2.332 | 2.501 | 2.762 |

## Партнерски градови
- Пасау